# Molodjožnaja (stanice metra v Moskvě)

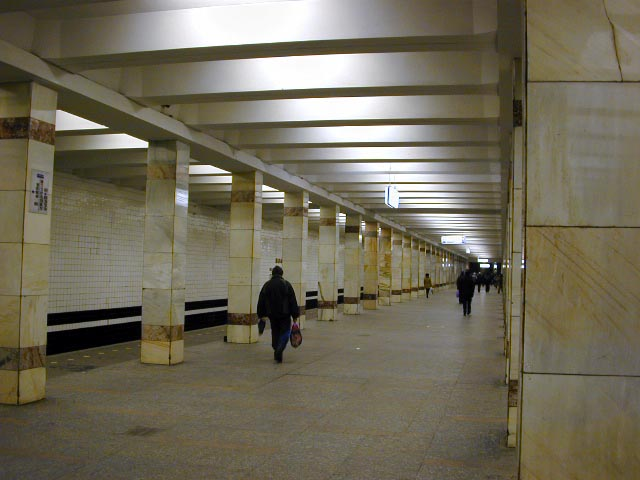
Nástupiště stanice

Molodjožnaja (rusky Молодёжная) je stanice moskevského metra.

## Charakter stanice
Molodjožnaja je stanice na Arbatsko-Pokrovské lince. Postavena byla podle standardního projektu platného pro hloubené, mělce založené, stanice (Molodjožnaja je 6,5 m hluboko); její ostrovní nástupiště podpírají dvě řady sloupů. Ze stanice vycházejí dva výstupy vyvedené z nástupiště v jeho ose, každý z jednoho konce; ukončené jsou každý ve svém povrchovém vestibulu. Architektem stanice je Robert Pogrebnoj. Obklad v prostoru nástupiště tvoří dlaždice (stěny za nástupištěm) v bílé a černé barvě, sloupy obkládá pak bílý a růžový mramor.
Stanice byla zprovozněna 5. července 1965 jako součást úseku Pioněrskaja – Molodjožnaja na lince Filjovskaja. Od 8. ledna 2008 však slouží třetí Arbatsko-Pokrovské lince, která nahradila původní Filjovskou. Tyto změny byly uskutečněny spolu s otevřením stanice Strogino. Stanici denně využije 51 150 lidí.